# Liste der Monuments historiques in Bucey-lès-Gy
Die Liste der Monuments historiques in Bucey-lès-Gy führt die Monuments historiques in der französischen Gemeinde Bucey-lès-Gy auf.

## Liste der Immobilien
| Bezeichnung        | Beschreibung                                                                           | Standort                 | Kennzeichnung | Schutzstatus | Datum | Bild           |
| ------------------ | -------------------------------------------------------------------------------------- | ------------------------ | ------------- | ------------ | ----- | -------------- |
| Pfarrhaus          | von 1860 bis 1864 erbaut, Architekt Christophe Colard; mit Hof, Garten und Einfriedung | 9 rue du Mont (Lage)     | PA70000082    | Inscrit      | 2007  | weitere Bilder |
| Kirche St-Martin   | ab dem 14. Jahrhundert                                                                 | Place de l’Église (Lage) | PA00102126    | Inscrit      | 1980  | weitere Bilder |
| Rat- und Waschhaus | 1827 erbaut, Architekt Louis Moreau                                                    | 3 rue du Canal (Lage)    | PA00102127    | Inscrit      | 1975  | weitere Bilder |

## Liste der Objekte
| Bezeichnung                              | Beschreibung                                                         | Standort                       | Kennzeichnung | Schutzstatus | Datum | Bild |
| ---------------------------------------- | -------------------------------------------------------------------- | ------------------------------ | ------------- | ------------ | ----- | ---- |
| Skulptur Madonna mit Kind und Weintraube | Holz, farbig gefasst, 16. Jahrhundert                                | in der Kirche St-Martin (Lage) | PM70000197    | Classé       | 1960  |      |
| Statuenreliquiar Madonna mit Kind        | Silber, gemarkt 1748, Goldschmied Jean-François Mâle                 | in der Kirche St-Martin (Lage) | PM70000198    | Classé       | 1960  |      |
| Kelch                                    | Silber, gemarkt 1747, Goldschmied Simon Charmet                      | in der Kirche St-Martin (Lage) | PM70000200    | Classé       | 1960  |      |
| Kollektenschale                          | Silber, 18. Jahrhundert                                              | in der Kirche St-Martin (Lage) | PM70000201    | Classé       | 1960  |      |
| Kästchen für Salböle                     | Silber, gemarkt 1761, Goldschmied Claude-Louis Barrière              | in der Kirche St-Martin (Lage) | PM70000202    | Classé       | 1965  |      |
| Abschrankung einer Kapelle               | Gusseisen, 19. Jahrhundert                                           | in der Kirche St-Martin (Lage) | PM70001829    | Inscrit      | 2003  |      |
| Kanzel                                   | Holz, farbig gefasst und vergoldet, 18. Jahrhundert                  | in der Kirche St-Martin (Lage) | PM70002329    | Inscrit      | 1974  |      |
| Weihrauchfass und -schiffchen            | Metall, versilbert, 18. Jahrhundert                                  | in der Kirche St-Martin (Lage) | PM70002330    | Inscrit      | 1974  |      |
| Statuenreliquiar Heiliger Martin         | Silber, gemarkt 1748, Goldschmied Jean-François Mâle                 | in der Kirche St-Martin (Lage) | PM70000199    | Classé       | 1960  |      |
| Marienaltar                              | rechter Seitenaltar; Holz, farbig gefasst, Ende des 18. Jahrhunderts | in der Kirche St-Martin (Lage) | PM70000203    | Classé       | 1972  |      |
| Ziborium                                 | Silber, zwischen 1798 und 1809                                       | in der Kirche St-Martin (Lage) | PM70001830    | Inscrit      | 2003  |      |